# Романски езици
Рома̀нските езици са подгрупа на италийските езици, произлезли от диалектите на простонародния латински, говорен в различните части на разпадащата се Римска империя.
Романските езици включват:
- източноромански езици, включително румънски
- итало-западни езици – основната част от романските езици, включително астурлеонски език, испански, португалски, френски, франко-провансалски, окситански, реторомански и италиански
- южноромански езици, говорени на Корсика и Сардиния